# Конгрегација
Конгрегација (лат. Congregatio) надлештво је у саставу Римске курије, највишег органа Свете столице.
До 1983. конгрегације су се називале светим конгрегацијама, али папа Јован Павле II је избацио назив свети. На челу сваке конгрегације стоји префект у чину титуларног бискупа или титуларног надбискупа и са звањем кардинала.

## Устројство
Конгрегација представља надлештво које има на располагању радна средства, канцеларије и службе. То је оригинална концепција која нема сличности с другима у државној управи. Она би се могла упоредити с влашћу министра једног министарства и одговарајуће парламентарне комисије, која утврђује њену политику. У римској конгрегацији разликујемо комисију, коју су у почетку састављали кардинали, а која од реформе Римске курије папе Павла VI из 1967. године има и неколико бискупа с разних континената, и дикастеријум тј. организациону јединицу. Чланови комисије састају се редовном једном седмично у тачно одређен датум.
На челу сваке конгрегације се налази кардинал префект који се именује на пет година, као, уосталом, и свим достојанственици Римске курије, који има за помоћника једног секретара, бискупа, и једно или два подсекретара. Одјељења конгрегација, односно особље, више или мање бројно, међусобно се врло разликују. Свака конгрегација има одређени број савјетника, прелата, свјетовних свештеника, монаха или лаика, који су заправо стручњаци за поједина подручја и који дају, углавном писмено, своје мишљење о разним питањима.

## Римске конгрегације
Римских конгрегација има девет:
1. Конгрегација за доктрину вјере — има за циљ очување католичке вјере и морала. Она преиспитује нова учења и, по потреби их осуђује. Надлежна је за питања дисциплине на одређеном броју подручја. Тој конгрегацији придружене су Међународна теолошка комисија и Папска комисија за ревизију и допуну Вулгате (латински превод Библије).
2. Конгрегација за бискупе — задужена је за рјешавање свих проблема бискупа и бискупија, осим оних који зависе о конгрегацијама за Источну цркву и за јеванђелизацију народа. Она припрема бискупска именовања, осим у неколицини земаља (нпр. Француској). Она је посредник између бискупских конференција и Римске курије. Тој конгрегацији придружене су Комисија за Латинску Америку и Комисија за емигранте и расељене.
3. Конгрегација за Источне цркве — у потпуности је одговорна за све бискупије разних источних обреда (антиохијског, александријског, византијског). О тој конгрегацији зависе Папски институт за оријенталне студије и Институт Свети Јован Дамаскин за источне свештенике који студирају у Риму и пет колегијума за Јермене, Етиопљане, Грке, Русе и Украјинце.
4. Конгрегација за клер — има троструку задаћу; бдјети над светошћу и дисциплином клира, надзирати и подстицати катихизис, тј. вјерско образовање хришћана, пратити проблеме који су повезани с материјалном стању клира и с управљањем црквених добара.
5. Конгрегација за редовнике и свјетовне институте — надлежна је за све редовнике и редовнице (монахе и монахиње). Она оснива, мијења или укида редове и дружбе, надзире њихову дисциплину, те рјешава различите проблеме.
6. Конгрегација за јеванђелизацију народа тзв. Пропаганда — неоспорно је најважнија од свих конгрегација и по сложености својих дужности и по обиму средстава с којима располаже. Циљ ове конгрегације дефинисан је у њеном старом називу De propaganda fide, ширење вјере. Њена је задатак да управља и координира мисионарским апостолатом у цијелом свијету. Она има искључиву надлежност на свим подручјима која зависе од Конгрегације за доктрину вјере и Конгрегације за католички одгој, осим на подручју правосуђа. Конгрегација подстиче, управља или надзире одређени број придружених тијела, као што су:
  1. Комисија за теологију, духовност и мисионарску анимацију;
  2. Комисија за контролу бискупских конференција, оснивање и уређење вјерских установа и сјеменишта;
  3. Пасторална комисија за проучавање пасторалних начела и метода које се тичу мисионарске дјелатности и сарадње;
  4. Комисија за катихизис и вјероучитеље;
  5. Међународна агенција за штампу „FIDES”.
7. Конгрегација за култ и сакраменте — основана је 1975. године стапањем Конгрегације за сакраменте и Конгрегације за божански култ. Бдије над поштовањем дисциплинских правила при дјељењу сакрамената.
8. Конгрегација за светитељске каузе — испитује, понекад и вјековима, дјела и заслуге мушкараца и жена који су својим врлинама и чудима заслужили да се уврсте у свеце. Комисија располаже историјско-хагиографском службом.
9. Конгрегација за католичко васпитање — води бригу о сјемеништима, универзитетима и неуниверзитетским образовним установама. О тој конгрегацији зависи Папско дјело за свештеничка звања.